# Lista de Gottbegnadeten

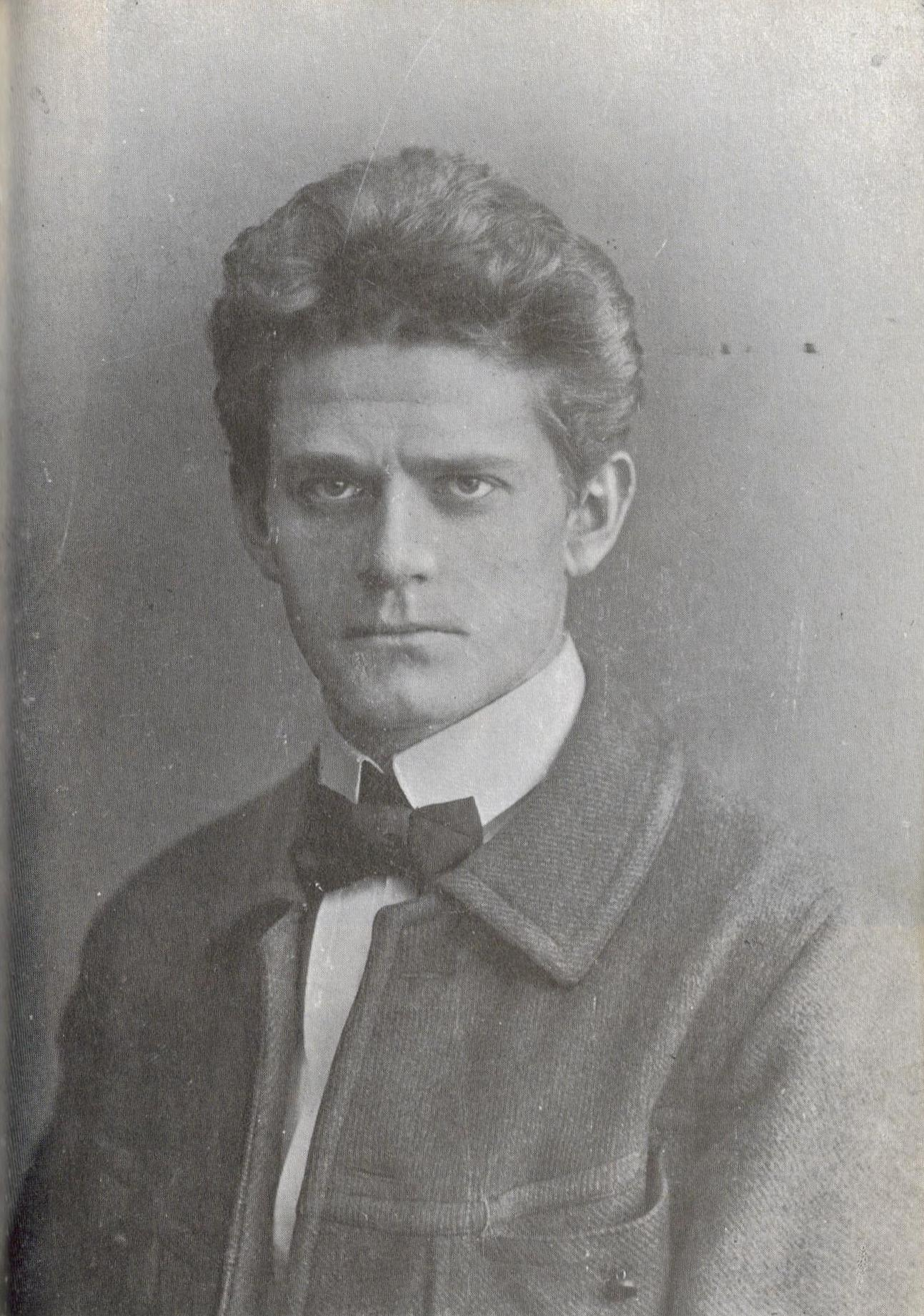
Friedrich Kayßler, um dos "atores insubstituíveis" da lista

A Gottbegnadeten-Liste ("Lista de presentes de Deus" ou "Lista de isenção de artistas importantes") era uma lista de 36 páginas de artistas considerados cruciais para a cultura nazista. A lista foi elaborada em setembro de 1944 por Joseph Goebbels, chefe do Ministério de Esclarecimento Público e Propaganda, e o líder supremo da Alemanha, Adolf Hitler.  

## História
A lista isentou os artistas designados da mobilização militar durante os estágios finais da Segunda Guerra Mundial. Cada artista listado recebeu uma carta do Ministério da Propaganda Nazista que certificava seu status. Ao todo, 1.041 nomes de artistas, arquitetos, maestros, cantores, escritores e cineastas figuraram na lista. Desse número, 24 foram apontados como especialmente indispensáveis; tornaram-se assim o equivalente aos "tesouros nacionais" do nacional-socialismo.
Goebbels incluiu cerca de 640 atores, escritores e diretores de cinema em uma versão estendida da lista. Eles deveriam ser protegidos como parte de seus esforços de filme de propaganda, que persistiram até o final da guerra (e culminando na cara produção final da UFA Kolberg, lançada em janeiro de 1945). 
Muitas das figuras culturais que aparecem na lista não são mais amplamente lembradas, mas há exceções, incluindo vários músicos clássicos renomados, como os compositores Richard Strauss, Hans Pfitzner e Carl Orff, os maestros de orquestra Wilhelm Furtwängler e Herbert von Karajan, e o barítono wagneriano Rudolf Bockelmann. O único estrangeiro (Ausländer) da lista era o ator holandês Johannes Heesters.

## Artistas listados especiais

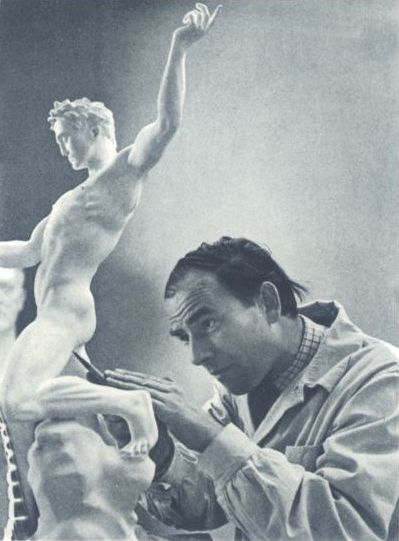
Escultor Arno Breker

### Arquitetos
- arquiteto Leonhard Gall (1884-1952), "Reichskultursenator"
- arquiteto Hermann Giesler (1898-1987), "Reichskultursenator"
- arquiteto Wilhelm Kreis (1873-1955)
- arquiteto e crítico Paul Schultze-Naumburg (1869-1949)

### Artistas visuais
- escultor Arno Breker (1900-1991), nomeado como "Reichskultursenator" (Reich Cultura senador)
- escultor Fritz Klimsch (1870–1960)
- escultor Georg Kolbe (1877–1947)
- escultor Josef Thorak (1889–1952)
- pintor de história Arthur Kampf (1864–1950)
- pintor Werner Peiner (1897-1984)

### Autores
- Gerhart Hauptmann (1862–1946)
- Hans Carossa (1878-1956)

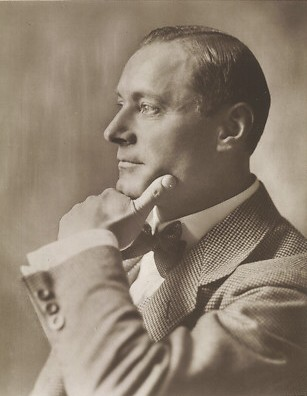
Ator Heinrich Schroth

- Hanns Johst (1890-1979), "Reichskultursenator"
- Erwin Guido Kolbenheyer (1878–1962)
- Agnes Miegel (1879-1964)
- Ina Seidel (1885–1974)

### Músicos
- Ricardo Strauss (1864–1949)
- Hans Pfitzner (1869–1949)
- Wilhelm Furtwängler (1886–1954)[2] (removido em 7 de dezembro de 1944 por causa de suas relações com a resistência alemã.[3])

### Atores
- Otto Falckenberg (1873–1947)
- Gustaf Gründgens (1899–1963)
- Johannes Heesters (1903–2011)
- Friedrich Kayßler (1874–1945)
- Eugen Klöpfer (1886–1950)
- Hermine Körner (1878–1960)
- Heinz Ruhmann (1902–1994)
- Heinrich Schroth (1871–1945)

### Cantores
- Rudolf Bockelmann (1892–1958)
- Josef Greindl (1912–1993)
- Heinrich Schlusnus (1888–1952)
- Wilhelm Strienz (1899–1987)

## Outros artistas listados no "Führerliste"
Havia também uma lista extensa, a chamada "Führerliste" que incluía "artistas abençoados por Deus" que não seriam recrutados, mas trabalhariam como "Künstler im Kriegseinsatz" (artistas no esforço de guerra).

### Autores
- Hans Friedrich Blunck (1888-1961)
- Friedrich Griese (1890-1975)
- Josef Weinheber (1892–1945)
- Gustav Frenssen (1863–1945)
- Hans Grimm (1875-1959)
- Max Halbe (1865–1944)
- Heinrich Lilienfein (1879-1952)

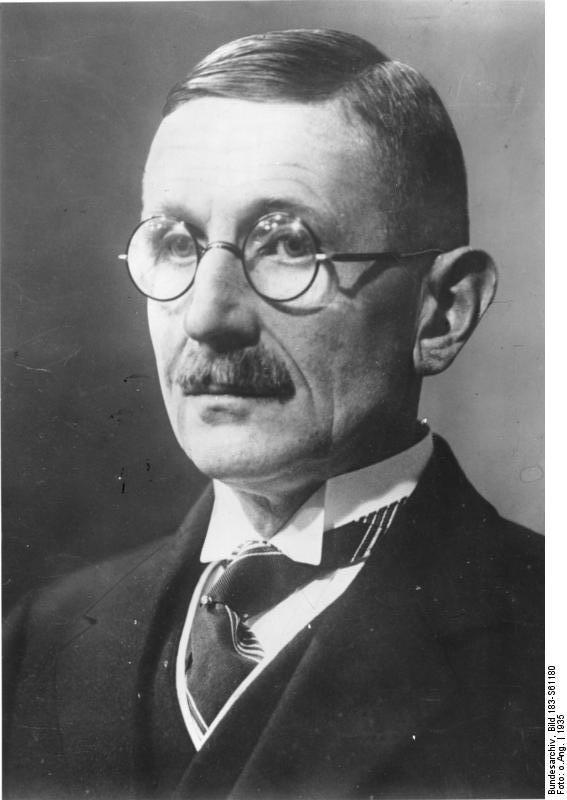
Escritor Hans Grimm

- Börries Freiherr von Münchhausen (1874–1945)
- Wilhelm Schäfer (1868–1952)
- Helene Voigt-Diederichs (1875–1961)

### Compositores
- Johann Nepomuk David (1895–1977)
- Werner Egk (1901-1983)
- Gerhard Frommel [de] (1906–1984)
- Harald Genzmer (1909–2007)
- Ottmar Gerster (1897–1969)
- Kurt Hessenberg (1908–1994)
- Paul Hoffer (1895–1949)
- Karl Holler (1907–1987)
- Mark Lothar (1902–1985)
- Joseph Marx (1882-1964)

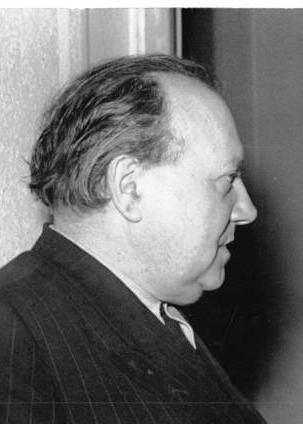
Maestro e compositor Ottmar Gerster

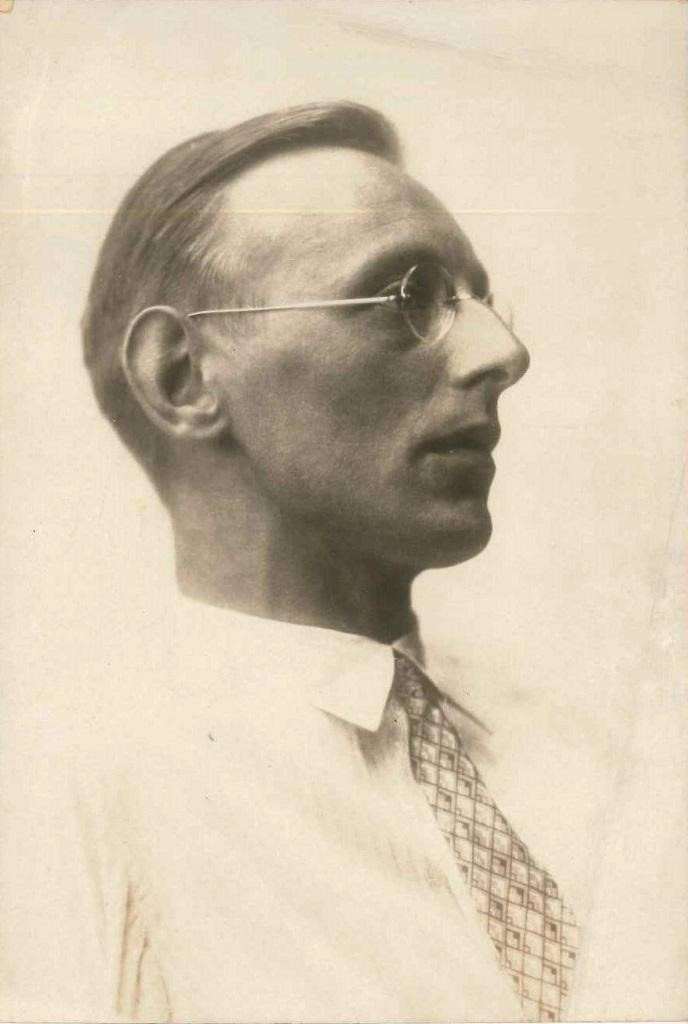
Compositor Carl Orff

- Gottfried Müller (Komponist) [de] (1914–1993)
- Carl Orff (1895–1982)
- Ernst Pepping (1901–1981)
- Max Trapp (1887-1971)
- Fried Walter (1907–1996)
- Hermann Zilcher (1881–1948) [2] [4]

### Maestros
- Hermann Abendroth (1883–1956)
- Karl Elmendorff (1891–1962)
- Robert Heger (1886-1978)
- Oswald Kabasta (1896–1946)
- Herbert von Karajan (1908–1989)
- Johannes Schuler (1894–1966)
- Karl Böhm (1894–1981)
- Eugen Jochum (1902–1987)
- Hans Knappertsbusch (1888–1965)
- Joseph Keilberth (1908–1968)
- Rudolf Krasselt (1879–1954)
- Clemens Krauss (1893–1954)

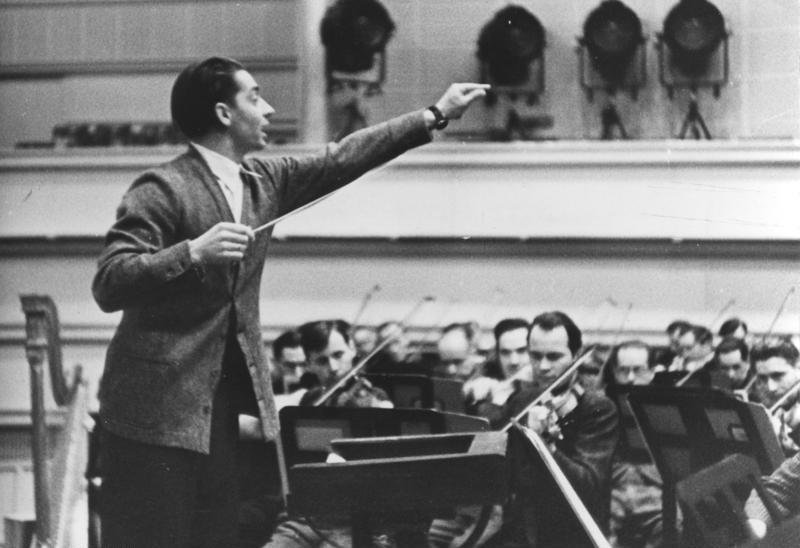
Maestro Herbert von Karajan

- Hans Schmidt-Isserstedt (1900–1973)
- Carl Schuricht (1880-1967)

### Instrumentistas

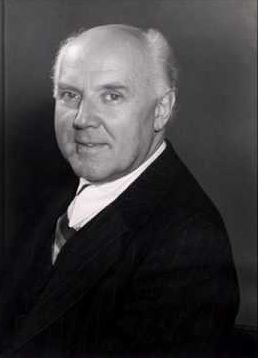
Compositor e pianista Walter Gieseking

- Ludwig Hoelscher (1907–1996), violoncelista
- Elly Ney (1882-1968), pianista
- Walter Morse Rummel (1887-1953), pianista
- Günther Ramin (1898–1956), organista e mestre de coro
- Walter Gieseking (1895-1956), pianista
- Wilhelm Stross (1907-1966), violinista
- Gerhard Taschner (1922-1976), violinista

### Teatro e ópera

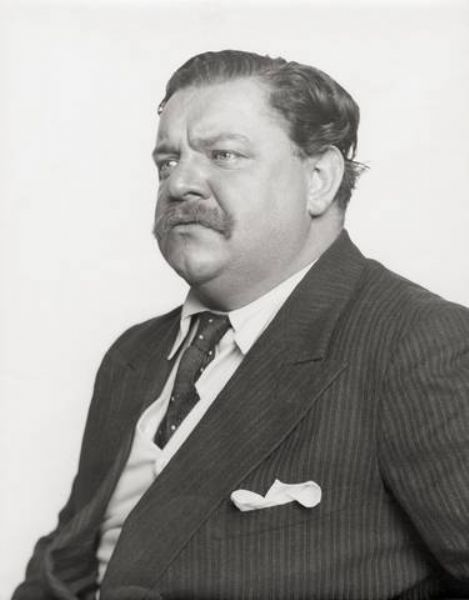
Ator Heinrich George

- Raoul Aslan (1886-1958), diretor e ator
- Heinrich George (1893-1946), ator
- Werner Krauß (1884–1959), ator
- Karl-Heinz Stroux (1908-1985), ator e diretor
- Heinrich Schlusnus (1888-1952), cantor
- Wilhelm Strienz (1899-1987), cantor
- Paula Wessely (1907-2000), atriz

### Belas-Artes

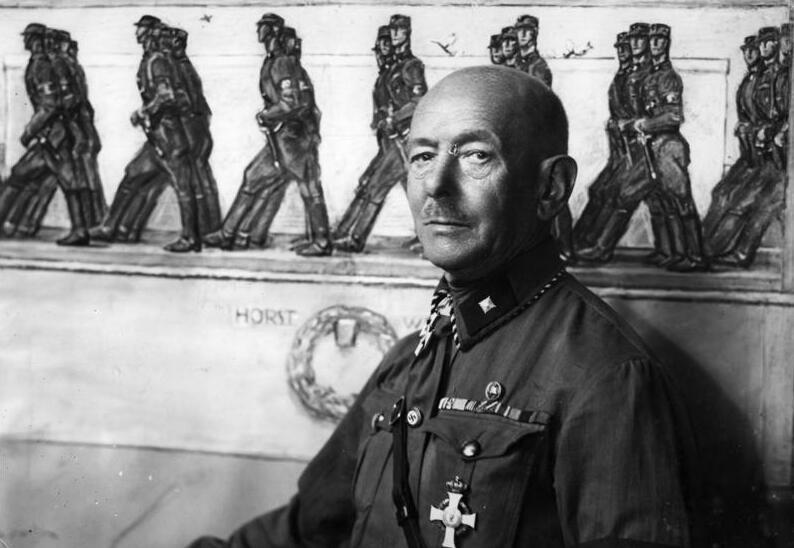
Pintor Ludwig Dettmann

- Claus Bergen (1885-1964), pintor marinho
- Ludwig Dettmann (1865–1944), pintor de guerra (membro da Secessão de Berlim )
- Fritz Mackensen (1866-1953), pintor
- Franz Stassen (1869–1949), pintor
- Clemens Klotz (1886-1969), arquiteto
- Alfred Mahlau (1894-1967), pintor
- Ernst Neufert (1900-1986), arquiteto
- Bruno Paul (1874-1968), arquiteto
- Richard Scheibe (1879-1964), escultor
- Joseph Wackerle (1880-1959), escultor

## Lista especial de filmes iniciada por Goebbels

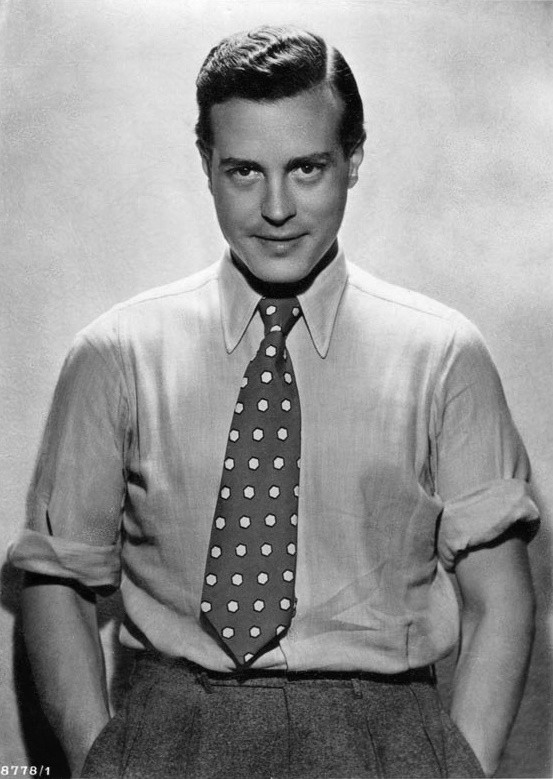
Ator Wolf Albach-Retty

- Wolf Albach-Retty (1908–1967)
- Willy Fritsch (1901–1973)
- Átila Hörbiger (1896–1987)
- Vítor de Kowa (1904–1973)
- Harry Piel (1892-1963)
- Hans Albers (1891–1960)
- Karl Dannemann (1896–1945)
- OW Fischer (1915–2004)
- Hans Holt (1909–2001)
- Paul Horbiger (1894–1981)
- Fernando Marian (1902–1946)
- Armin Schweizer (1892-1968)
- Hermann Thimig (1890–1982)